# Orgue de Poblet
El nou orgue del Monestir de Poblet, estrenat el 2012, l'església abacial del segle xii, sobre l'entrada principal a la façana occidental. Va ser construït per la firma suïssa Metzler Orgelbau i finançat per la Fundació Catalunya Caixa. Tant la concepció com la construcció són inèdites a Catalunya. Va ser beneït el 24 de novembre de 2012 per l'abat Josep Alegre i Vilas, i el concert inaugural va tenir lloc el dia 7 de desembre de 2012 a càrrec d'Olivier Latry, organista titular de la Catedral de Notre-Dame de París. Substitueix l'orgue Alberdi de transmissió elèctrica construït el 1961, situat en dos cossos al segon arc després del creuer, a banda i banda del cor, i desmantellat el 2011 era en estat molt deteriorat.

## Descripció tècnica
És un orgue de composició i harmonització barroques, amb 61 registres repartits en tres teclats manuals i pedal. El nombre de tubs és d'uns 3.500, el més gros dels quals té uns cinc metres de longitud, i un centímetre el més petit. El secret és fet de roure. Té un teclat de transmissió mecànica suspesa i la transmissió de notes és totalment mecànica. Caixa de roure massís, dissenyada d'acord amb la sòbria estètica cistercenca de l'església abacial de Poblet. S'han esmerçat unes 16.500 hores de treball en la construcció.

## Dimensions
- Alçada: 8,70 m
- Amplada: 7,20 m
- Profunditat: 4,10 m
- Pes aproximat: 15 tones

## Filosofia de l'orguener
La firma Metzler, fundada el 1890, construeix instruments de forma artesanal segons l'art dels antics mestres orgueners europeus. Fan servir materials naturals que han demostrat el seu valor al llarg de la història. Produeix, encara, autònomament totes les parts de l'orgue: tubs, caixa, tècnica i equipament.

## Concepció tonal
La noció d'«orgue barroc» és molt vaga. L'època barroca va produir una ingent varietat d'orgues, i cada país va desenvolupar el seu propi estil, influenciat per la pràctica musical local. Els orgues barrocs d'Espanya, França, Alemanya, Anglaterra mostren grans diferències de disseny, de composició, d'harmonització i fins i tot el nombre i extensió dels teclats. Aquesta diversitat fa que sigui difícil interpretar, en un únic instrument, música d'un altre país o d'una altra tradició. Per exemple, no és del tot satisfactori —o fins i tot factible, segons el cas— tocar música alemanya en un orgue ibèric, o, a l'inrevés, música ibèrica en un orgue alemany. Qualsevol obra musical sona sempre més adequadament quan s'interpreta en un instrument pertanyent a la seva mateixa tradició. Els organistes d'avui dia coneixen un ampli i divers repertori, i el seu desig és interpretar cada obra de manera convincent, sense per això haver de viatjar per tot Europa per tal de disposar de l'instrument apropiat a cada estil i tradició musical. Aquesta exigència la cobreix el nou orgue de Poblet, que no és una còpia d'un determinat estil, sinó que ha estat concebut com una síntesi equilibrada dels més importants elements dels orgues barrocs europeus; un instrument veritablement interregional, la riquesa sonora del qual permetrà la interpretació de tota mena de música barroca, com també d'altres èpoques, de la manera més autèntica i ajustada possible a l'original. Al centre d'aquesta concepció hi ha la música del més gran compositor del barroc: J. S. Bach. No obstant això, com es pot observar per la seva composició sonora, a més de les característiques pròpiament alemanyes, aquest orgue està proveït dels elements necessaris per a l'execució de la música francesa, ibèrica, del barroc tardà, del primer romanticisme i de l'època moderna.

## Objectiu
El resultat final és un orgue d'un gran valor artístic, que obre nous horitzons a l'activitat musical del país. No obstant això, l'objectiu més important és que amb la seva sonoritat tan bella mogui, amb totes les emocions que poden suscitar la música i la fe, els cors de tots aquells que l'escoltin, ajudi i dignifiqui l'execució del cant coral de la comunitat monàstica que li donarà vida i aporti la seva contribució al diàleg entre fe i cultura.

## Disposició sonora
| I. Rückpositiv | (C-g3) | II. Hauptwerk  | (C-g3) |
|                |        |                |        |
| Prestant       | 8'     | Prestant       | 16'    |
| Quintade       | 8'     | Bourdon        | 16'    |
| Bourdon        | 8'     | Principal      | 8'     |
| Octave         | 4'     | Viola          | 8'     |
| Rohrflöte      | 4'     | Rohrflöte      | 8'     |
| Nasard         | 2 2/3' | Octave         | 4'     |
| Doublette      | 2'     | Holzflöte      | 4'     |
| Terz           | 1 3/5' | Quinte         | 2 2/3' |
| Larigot        | 1 1/3' | Superoctave    | 2'     |
| Sesquialter    | II     | Mixtur major   | IV     |
| Scharf         | IV     | Mixtur minor   | III    |
| Trompete       | 8'     | Cornet         | V      |
| Cromorne       | 8'     | Fagott         | 16'    |
|                |        | Trompette      | 8'     |
| Tremulant      |        | Clairon        | 4'     |
| Zimbelstern    |        |                |        |
|                |        | Tremulant      |        |
|                |        |                |        |
| III. Unterwerk | (C-g3) | I – II         |        |
|                |        | III – II       |        |
| Gambe          | 8'     |                |        |
| Unda maris     | 8'     |                |        |
| Hohlflöte      | 8'     |                |        |
| Holzgedackt    | 8'     | P. Pedalwerk   | (C-f1) |
| Prestant       | 4'     |                |        |
| Salicet        | 4'     | Untersatz      | 32'    |
| Traversflöte   | 4'     | Principalbass  | 16'    |
| Octave         | 2'     | Subbass        | 16'    |
| Waldflöte      | 2'     | Octavbass      | 8'     |
| Sifflöte       | 1'     | Violabass (HW) | 8'     |
| Cornett        | III    | Choralbass     | 4'     |
| Zimbel         | III    | Bauernflöte    | 2'     |
| Oboe           | 8'     | Rauschpfeife   | V      |
| Voix humaine   | 8'     | Bombarde       | 16'    |
|                |        | Fagott (HW)    | 16'    |
| Tremulant      |        | Trompete       | 8'     |
| Rossignol      |        | Trompete       | 4'     |
|                |        |                |        |
| Batalla        |        | I – P          |        |
| Trompeta       | 8'     | II – P         |        |
| Clarín         | 4'     | III – P        |        |
|                |        | III 4' – P     |        |

## Fitxa tècnica

### Orgue
- Metzler Orgelbau AG, any 2012
- Disseny i harmonització: Andreas Metzler
- Construcció: Mathias Metzler
- Disposició sonora: Josep Antoni Peramos, O. Cist., organista
- Coordinació: Jordi Portal, arquitecte
- Direcció tècnica com a expert: Joan Carles Castro, mestre orguener

### Tribuna i escala
- Mestre d'obres: Trinitat Teixidor
- Construcció: Joan Velasco
- Ebenisteria: Taller Joan Carles Castro, orguener[9]